# Diplasiolejeunea ingekarolae
Diplasiolejeunea ingekarolae är en bladmossart som beskrevs av Schäf.-verw.. Diplasiolejeunea ingekarolae ingår i släktet Diplasiolejeunea och familjen Lejeuneaceae. Inga underarter finns listade i Catalogue of Life.